# Arado Ar 80
Arado Ar 80 byl německý jednomotorový dolnoplošný stíhací letoun z období před druhou světovou válkou.

## Vývoj
Arado Ar 80 vznikl na základě soutěže vyhlášené Luftwaffenführungsstabem v roce 1934 na projekt jednomístného celokovového stíhacího jednoplošníku. Tým Ing. Blumeho ve firmě Arado, který neměl zkušenosti se stavbou kovových letadel se zatahovacím podvozkem, předpokládal, že snížení výkonů způsobené pevným podvozkem vykompenzuje jeho nižší hmotností. Použitím křídla ve tvaru W navíc zkrátil délku podvozkové nohy. Aerodynamický odpor podvozku byl vykompenzován kapotáží. Vlivem nesprávného hmotnostního výpočtu však nakonec prakticky k žádné úspoře hmotnosti nedošlo.
První prototyp Ar 80 V1 měl instalovanou pohonnou jednotku Rolls-Royce Kestrel VI demontovanou z prototypu Arado Ar 67a. Premiérový let vykonal na jaře 1935. Během jednoho z prvních testovacích letů však ztratil pilot kontrolu nad strojem, který se z malé výšky zřítil.
V tomto období již byl dokončen druhý prototyp Ar 80 V2 (D-ILOH), který čekal na dodávku motoru Junkers Jumo 210, který měl být standardem pro sériovou produkci. Z důvodu havárie prvního vyrobeného stroje došlo k rychlým konstrukčním úpravám umožňujícím dočasné zabudování dalšího motoru Kestrel o vzletovém výkonu 511 kW opatřeného dřevěnou dvoulistou stavitelnou vrtulí. Hmotnost prázdného letounu tím vzrostla o 16 % a znatelně se tak projevoval nedostatečný výkon pohonné jednotky. Hodnoty odporu vzduchu byly navíc vyšší oproti předpokládaným a druhý prototyp ve výšce 4 000 m dosahoval maximální rychlosti pouze 410 km/h. Motor Junkers Jumo 210 C byl do druhého prototypu zabudován až v roce 1936, což zlepšilo výkony jen ve vyšších hladinách letu. Testy prováděné v Erprobungsstelle Travemünde a následně v Rechlinu poukázaly na slabé výkony stroje a společnost Arado dostala negativní posudek týkající se dalšího vývoje Ar 80.
Stavba třetího prototypu Ar 80 V3 (D-IPBN) byla zastavena a původní křídlo ve tvaru písmene W bylo nahrazeno křídlem klasickým s malým kladným vzepětím s přímou náběžnou a odtokovou hranou. Tento letoun byl od počátku vybaven dvanáctiválcovým, kapalinou chlazeným, motorem Jumo 210 C s pevnou dvoulistou vrtulí. Po zakončení vývojových prací byl třetí prototyp dodatečně vybaven kabinou pozorovatele a v této konfiguraci sloužil jako spojovací letoun.

## Specifikace (Ar 80 V2)

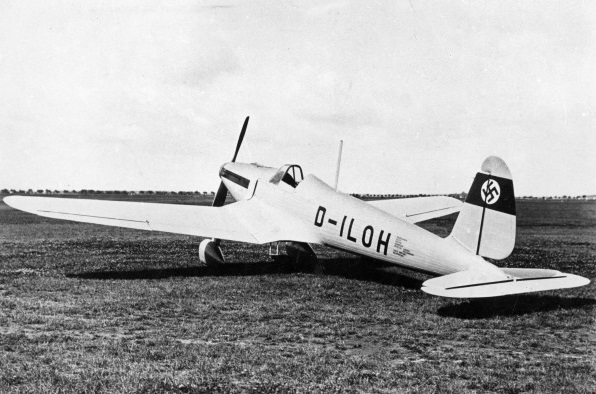
Ar 80 V2

Údaje podle

### Technické údaje
- Posádka:
- Rozpětí: 10,82 m
- Délka: 10,30 m
- Výška: 2,65 m
- Hmotnost prázdného letounu: 1643 kg
- Celková hmotnost: 2126 kg
- Pohonná jednotka: 1 × dvanáctiválcový vidlicový motor Jumo 210 C

### Výkony
- Maximální rychlost u země: 350 km/h
- Maximální rychlost v hladině 2700 m: 415 km/h
- Stoupavost u země: 570 m/min
- Doba výstupu do výšky 1000 m: 1,85 min
- Doba výstupu do výšky 5000 m: 7,4 min
- Praktický dostup: 10 000 m